# Una mamma all'improvviso
Una mamma all'improvviso è una miniserie televisiva italiana diretta da Claudio Norza, trasmessa in prima visione su Canale 5 il 27 giugno e il 4 luglio 2023, con protagonista Giulia Bevilacqua.

## Trama
La giovane madre Claudia, che ha trentacinque anni, si risveglia da un lungo coma durato diciassette anni, sentendosi ancora adolescente. Al suo risveglio i suoi comportamenti turbano la figlia Michela, che è stata accudita fin da piccola dai nonni.

## Puntate
| Puntata | Titolo        | Prima TV       |
| ------- | ------------- | -------------- |
| 1       | Prima parte   | 27 giugno 2023 |
| 2       | Seconda parte | 4 luglio 2023  |

### Prima parte
- Diretto da: Claudio Norza
- Soggetto e sceneggiatura di: Luca Biglione

#### Trama
- Ascolti: telespettatori 1 481 000 – share 9,90%[7].

### Seconda parte
- Diretto da: Claudio Norza
- Soggetto e sceneggiatura di: Luca Biglione

#### Trama
- Ascolti: telespettatori 1 258 000 – share 8,80%[8].

## Personaggi e interpreti
- Claudia, interpretata da Giulia Bevilacqua.
- Michela, interpretata da Alice Maselli.
- Nino, interpretato da Enzo Decaro.
- Giuliano, interpretato da Simone Corrente.
- Vittoria, interpretata da Margareth Madè.
- Stefano, interpretato da Raniero Monaco di Lapio.
- Fiorenza, interpretata da Elena Cucci.
- Fiorenza a 20 anni, interpretata da Eleonora De Laurentis.
- Dottor Piero Benpieri, interpretato da Dino Abbrescia.
- Lisa, interpretata da Barbara Bovoli.
- Virginia, interpretata da Crisula Stafida.
- Anna, interpretata da Cecilia Dazzi.
- Riccardo, interpretato da Francesco Tortorella.
- Arshi, interpretata da Nav Ghotra.
- Professoressa di Lettere, interpretata da Stefania Iannella.

## Produzione
La miniserie è diretta da Claudio Norza, scritta da Luca Biglione e prodotta da Sunshine Production in collaborazione con RTI. Le riprese si sono svolte a Roma tra settembre e ottobre 2022.